# Leichtathletik-Europameisterschaften 1998/4 × 100 m der Frauen

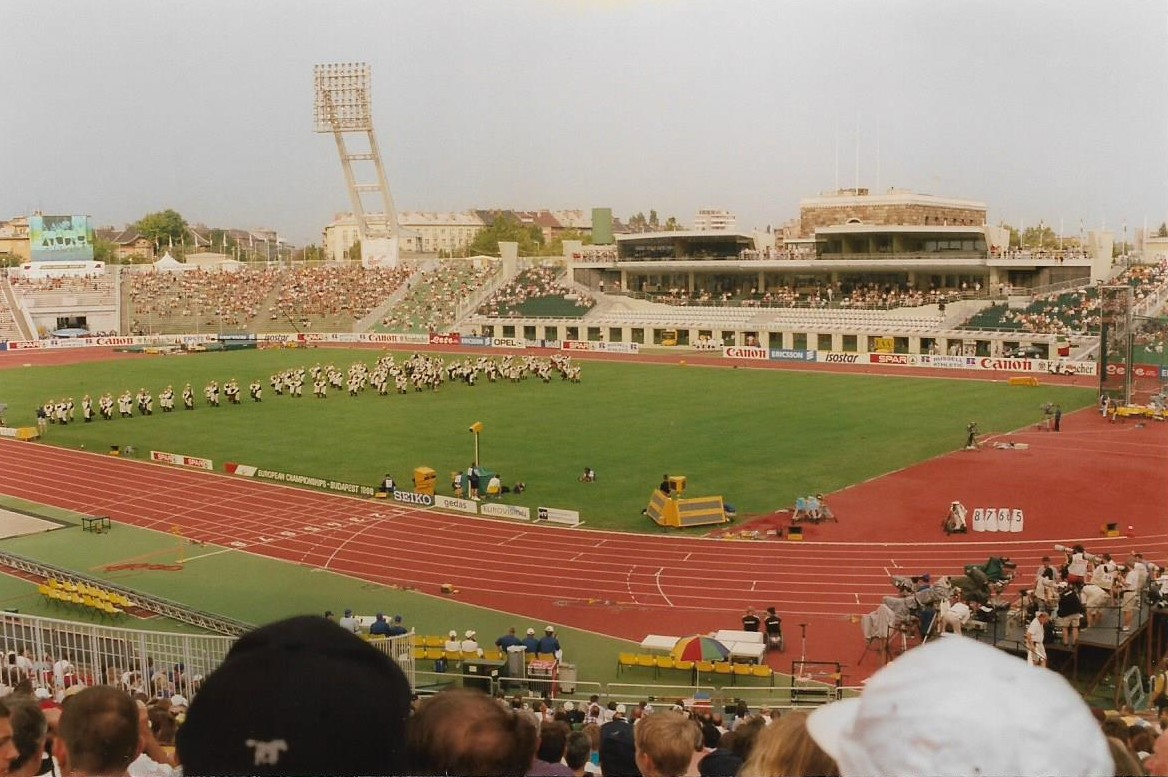
Das Népstadion von Budapest im Jahr 1998

Die 4-mal-100-Meter-Staffel der Frauen bei den Leichtathletik-Europameisterschaften 1998 wurde am 22. August 1998 im Népstadion der ungarischen Hauptstadt Budapest ausgetragen.
Europameister wurde Frankreich in der Besetzung Katia Benth, Frédérique Bangué, Sylviane Félix und Christine Arron.
Den zweiten Platz belegte Deutschland mit Melanie Paschke, Gabi Rockmeier, Birgit Rockmeier und Andrea Philipp.
Bronze ging an Russland (Oxana Ekk, Galina Maltschugina, Natalja Woronowa, Irina Priwalowa).

## Bestehende Rekorde
| Weltrekord           | 41,37 s | DDR (Gesine Walther, Sabine Rieger, Ingrid Auerswald, Marlies Göhr) | Canberra, Australien  | 16. Oktober 1985  |
| Europarekord         | 41,37 s | DDR (Gesine Walther, Sabine Rieger, Ingrid Auerswald, Marlies Göhr) | Canberra, Australien  | 16. Oktober 1985  |
| Meisterschaftsrekord | 41,68 s | DDR (Silke Möller, Katrin Krabbe, Kerstin Behrendt, Sabine Günther) | EM Split, Jugoslawien | 1. September 1990 |

Der bestehende EM-Rekord wurde bei diesen Europameisterschaften nicht erreicht. Die schnellste Zeit erzielte das Europameisterquartett aus Frankreich im Finale mit 42,59 s, womit die Staffel 91 Hundertstelsekunden über dem Rekord blieb. Zum Welt- und Europarekord fehlten 1,22 s.

## Legende
| DSQ | disqualifiziert |

## Vorrunde
22. August 1998
Die Vorrunde wurde in zwei Läufen durchgeführt. Die ersten drei Staffeln pro Lauf – hellblau unterlegt – sowie die darüber hinaus zwei zeitschnellsten Teams – hellgrün unterlegt – qualifizierten sich für das Finale.

### Vorlauf 1
| Platz | Staffel     | Besetzung                                                                    | Zeit (s) |
| ----- | ----------- | ---------------------------------------------------------------------------- | -------- |
| 1     | Deutschland | Melanie Paschke Gabi Rockmeier Birgit Rockmeier Andrea Philipp               | 43,23    |
| 2     | Russland    | Oxana Ekk Galina Maltschugina Natalja Woronowa Irina Priwalowa               | 43,56    |
| 3     | Ukraine     | Iryna Pucha Tetjana Lukijanenko Anschelika Schewtschuk Anschela Krawtschenko | 43,60    |
| 4     | Belarus     | Tatyana Barashko Margarita Molchan Natallja Salahub Natallja Safronnikawa    | 44,41    |
| 5     | Ungarn      | Petronella Árva Enikő Szabó Éva Baráti Tünde Vaszi                           | 44,76    |
| 6     | Portugal    | Maria Carmo Tavares Natália Moura Lucrécia Jardim Severina Cravid            | 44,87    |

### Vorlauf 2
| Platz | Staffel      | Besetzung                                                              | Zeit (s) |
| ----- | ------------ | ---------------------------------------------------------------------- | -------- |
| 1     | Frankreich   | Katia Benth Frédérique Bangué Sylviane Félix Christine Arron           | 42,87    |
| 2     | Griechenland | Maria Tsoni Katerína Kóffa Panayióta Koutroúli Ekateríni Thánou        | 44,32    |
| 3     | Italien      | Elena Apollonio Manuela Grillo Maria Ruggeri Manuela Levorato          | 44,41    |
| 4     | Finnland     | Heidi Hannula Sanna Kyllonen Johanna Manninen Heli Koivola             | 44,59    |
| 5     | Spanien      | Carme Blay Elena Córcoles Arantxa Iglesias Susana Martín               | 44,62    |
| DSQ   | Polen        | Agnieszka Rysiukiewicz Kinga Leszczynska Monika Borejza Irena Sznajder |          |

## Finale
22. August 1998
| Platz | Staffel      | Besetzung                                                                    | Zeit (s) |
| ----- | ------------ | ---------------------------------------------------------------------------- | -------- |
| 1     | Frankreich   | Katia Benth Frédérique Bangué Sylviane Félix Christine Arron                 | 42,59    |
| 2     | Deutschland  | Melanie Paschke Gabi Rockmeier Birgit Rockmeier Andrea Philipp               | 42,68    |
| 3     | Russland     | Oxana Ekk Galina Maltschugina Natalja Woronowa Irina Priwalowa               | 42,73    |
| 4     | Ukraine      | Iryna Pucha Tetjana Lukijanenko Anschelika Schewtschuk Anschela Krawtschenko | 43,58    |
| 5     | Griechenland | Maria Tsoni Katerína Kóffa Panayióta Koutroúli Ekateríni Thánou              | 44,01    |
| 6     | Finnland     | Heidi Hannula Sanna Kyllonen Johanna Manninen Heli Koivola                   | 44,10    |
| 7     | Italien      | Elena Apollonio Manuela Grillo Maria Ruggeri Manuela Levorato                | 44,46    |
| 8     | Belarus      | Tatyana Barashko Margarita Molchan Natallja Salahub Natallja Safronnikawa    | 44,76    |

## Videolink
- Women's 4x100m Relay European Champs Budapest 1998, youtube.com, abgerufen am 13. Januar 2023